# Doxiciclina
La doxiciclina es un antibiótico del grupo de las tetraciclinas que previene el crecimiento y propagación de las bacterias grampositivas (+) y gramnegativas (−).
Se usa en el tratamiento de neumonía y otras infecciones como la enfermedad de Lyme, el acné, la rosácea, la enfermedad periodontal y la malaria. Comercializado en presentaciones de 40, 50, 100 y 200 mg (miligramos) bajo las marcas Oracea, Vibradoxil y Vibramicina.
Efectos secundarios comunes incluyen diarrea, náusea, vómitos, irritación, riesgo elevados de quemadura solar. Si se usa durante el embarazo o en niños pequeños puede resultar en problemas permanentes con los dientes incluyendo cambios de coloración. Su uso durante la lactancia es probablemente seguro. La doxiciclina es un antibiótico de amplio espectro de la clase de las tetraciclinas. Como otros agentes de esta clase mata bacterias y protozoos inhibiendo su producción de proteínas.
La doxiciclina se patentó en 1957 y se lanzó para uso comercial en 1967. Está en la lista de medicamentos esenciales de la OMS, los medicamentos más importantes de necesidad básica en un sistema de salud. La doxiciclina está disponible como remedio genérico y es barato generalmente. El costo mayorista en el mundo en vías de desarrollo es entre 0,01 y 0,04 dólares estadounidense por unidad de dosificación.

## Farmacocinética
Es un derivado semisintético de la adritetraciclina, molécula de bajo costo con buenas propiedades farmacocinéticas frecuentemente usada para formulación. Se absorbe por vía oral de un 90 % a un 100 % del total ingerido, obteniéndose la concentración máxima entre la 2.ª y la 4.ª hora. La absorción está afectada por la ingesta simultánea de alimentos y está poco afectada por la ingesta de leche.
La doxiciclina se une a proteínas plasmáticas en aproximadamente un 82-93 %. No atraviesa bien la barrera hematoencefálica, motivo por el que en el líquido cefalorraquídeo se alcanzan concentraciones bajas.
Es parcialmente inactivada por el metabolismo hepático. Su vida media normal es de 12 a 22 horas y se elimina por vía renal por filtración glomerular y por vía fecal; también se excreta en la leche materna. La doxiciclina se concentra en la bilis. Alrededor del 40 % de la dosis administrada se elimina en 3 días en forma inalterada por la orina y alrededor del 32 % por las heces.

## Mecanismo de acción
La doxiciclina es un fármaco bacteriostático de espectro amplio, que actúa por inhibición de la síntesis de proteínas y bloquea la unión del ARN de transferencia al complejo ribosómico del ARN mensajero. La unión reversible se produce en la subunidad ribosómica 30S de los organismos sensibles. No se inhibe la síntesis de la pared celular bacteriana.
Además, posee una acción antiinflamatoria debido a la inhibición que causa sobre la quiomiotaxis de los neutrófilos polinucleares, implicados en la fase inflamatoria de algunas infecciones, como la rosácea o el acné, y más recientemente se estudia su posible aplicación en el tratamiento de la fibrosis pulmonar. Sí es cierto que se ha afirmado que no es un retinoide muy efectivo y que sólo mejoraría el acné, en casos de acné muy leve.

## Indicaciones
- Aerobios grampositivos.
  - Bacillus anthracis
- Aerobios gramnegativos
  - Bartonella spp.
  - Brucella spp.
  - Klebsiella granulomatis
  - Francisella turalensis
  - Vibrio cholerae
- Anaerobios.
  - Cutibacterium acnes
  - Actinomyces spp.
- Otros.
  - Borrelia burgdorferi
  - Chlamydia spp.
  - Coxiella burnetti
  - Mycoplasma pneumoniae
  - Plasmodium falciparum
  - Rickettsia spp.
  - Treponema pallidum
  - Ureaplasma urealyticum[10]

En consecuencia, es usada para tratar infecciones del tracto genitourinario, infecciones rectales no complicadas , otitis media y faringitis bacteriana. También se puede utilizar en neumonía y otras infecciones en las vías respiratorias causadas por gérmenes sensibles; enfermedad de Lyme; acné y otras infecciones de la piel. También se usa para prevenir la malaria. En odontología es especialmente útil, sobre todo en periodontitis.

## Contraindicaciones
- El uso de tetraciclinas durante el desarrollo dental (segunda mitad del embarazo, lactancia y niños menores de 8 años), puede causar decoloración permanente de los dientes (de gris parduzco a amarillento). Aunque esta reacción adversa es más frecuente con el uso durante períodos prolongados, también se ha observado tras la administración de tratamientos cortos repetidos.[13]
- En caso de alergia a tetraciclinas (doxiciclina, minociclina, oxitetraciclina, tetraciclina).
- En pacientes con porfiria.
- Las tetraciclinas deben evitarse en pacientes con lupus eritematoso sistémico.

## Interacciones
- La absorción de tetraciclinas puede verse reducida por el uso de antiácidos u otros fármacos que contengan cationes divalentes o trivalentes como calcio, magnesio o hierro.[14] Lo mismo ocurre con la coadministración de fármacos antidiarreicos como pectina-caolín o compuestos de bismuto. Se recomienda espaciar la administración de las tetraciclinas y estos compuestos 2 o 3 horas.
- Debería evitarse el tratamiento concomitante con antibióticos betalactámicos (penicilinas, cefalosporinas) porque podría reducirse la eficacia antibacteriana.
- Las tetraciclinas pueden incrementar las concentraciones plasmáticas de litio, digoxina y teofilina.
- En tratamiento simultáneo con anticoagulantes orales se debe controlar estrechamente el tiempo de protrombina, puesto que se ha observado que las tetraciclinas potencian los efectos de éstos disminuyendo la actividad de la protombina.
- Ha habido referencias ocasionales de incremento, por las tetraciclinas, de los efectos tóxicos de alcaloides ergotamínicos y metotrexato.
- Las tetraciclinas pueden disminuir la eficacia de los anticonceptivos orales.
- Se ha comprobado que el uso concomitante de tetraciclina y metoxiflurano puede producir toxicidad renal fatal.
- La doxiciclina puede aumentar los efectos tóxicos de ciclosporina A.
- Se ha comprobado que la doxiciclina potencia el efecto hipoglucémico de las sulfonilureas (antidiabéticos orales).[13]

## Reacciones adversas
En el siguiente listado se recogen tan solo las reacciones adversas descritas con una frecuencia superior al 0.1 % (>1/1000). Están descritas otras numerosas reacciones que se presentan con una frecuencia inferior (<1/1000; menor al 0.1 %).
| Órgano afectado                 | Criterio CIOMS | Tipo de reacción adversa                                                                              |
| Pruebas de Laboratorio          | Infrecuentes   | aumentos en los niveles de urea en sangre                                                             |
| Trastornos de la sangre         | Infrecuentes   | anemia hemolítica, trombocitopenia, neutropenia y eosinofilia                                         |
| Trastornos del sistema nervioso | Infrecuentes   | Dolor de cabeza                                                                                       |
| Trastornos gastrointestinales   | Infrecuentes   | Glosodinia, náuseas y vómitos, faringitis aguda; gastroenteritis y colitis no infecciosa, estomatitis |
| Trastornos de la piel           | Infrecuentes   | Rash maculopapular y eritematoso. Fotosensibilidad                                                    |
| Otros                           | Muy frecuentes | Hipersensibilidad dental (al calor)                                                                   |

## En veterinaria
Tratamiento de enfermedades del sistema respiratorio, urogenital y en casos de colangitis, otitis, mastitis, prostatitis y piodermatitis causadas por agentes susceptibles a la doxiciclina. Es la droga de elección para el tratamiento contra Ehrlichia canis.
- Precauciones: administrar junto con alimento para reducir la posibilidad de una gastritis.

### Contraindicaciones
- Pacientes con enfermedad hepática severa.